# System prawny Francji

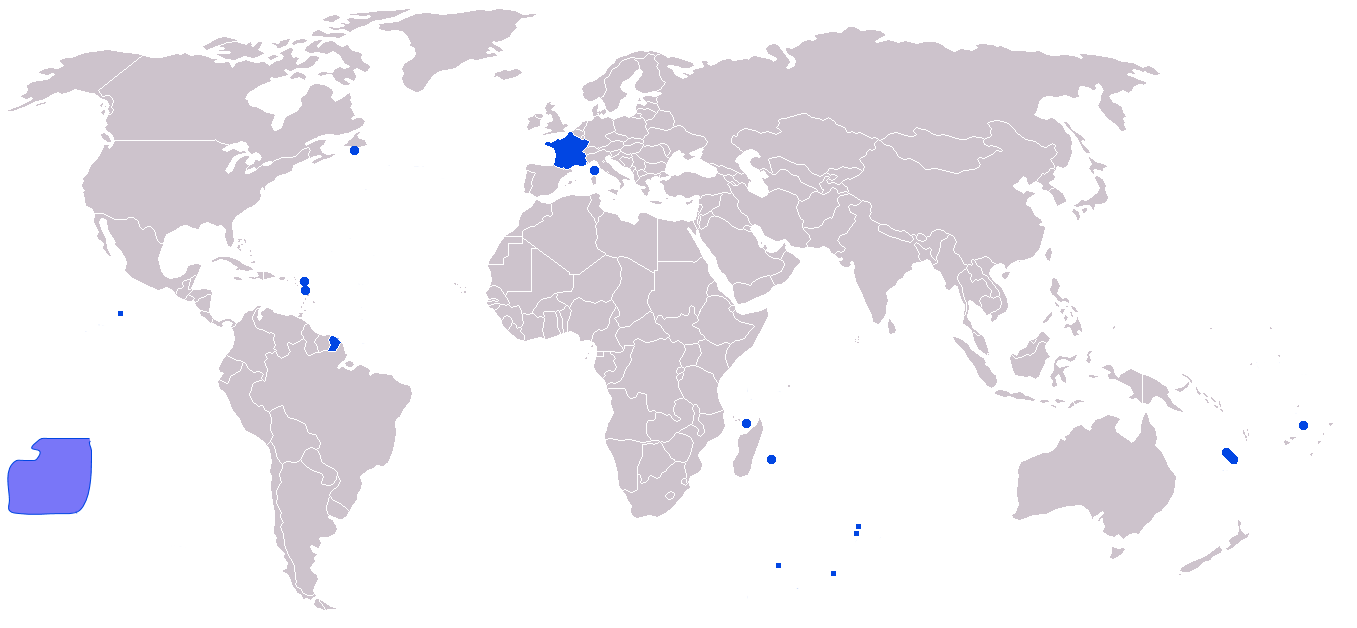
Obszar obowiązywania prawa francuskiego

System prawny Francji – system prawa należący do typu kontynentalnego obowiązujący we Francji. Jest to system prawa stanowionego z wyraźnym zakazem stosowania precedensów.
Prawo francuskie, obok prawa niemieckiego, jest najbardziej wpływowym systemem prawnym Europy kontynentalnej.  Francuski Kodeks Napoleona z 1804 roku stał się modelową regulacją cywilnoprawną w XIX wieku. Rozprzestrzenił się początkowo wraz z podbojami napoleońskimi. Stał się również wzorem dla wielu kodeksów cywilnych krajów południowoamerykańskich, blisko- i dalekowschodnich oraz północnoafrykańskich.

## Gałęzie prawa
System prawny dzieli się na prawo prywatne, do którego należą prawo cywilne i karne, oraz prawo publiczne, czyli prawo konstytucyjne i administracyjne.
Prawo konstytucyjne opiera się na tzw. bloku konstytucyjnym (fr. bloc de constitutionnalité), obejmującym obok konstytucji z 1958 roku także Deklarację Praw Człowieka i Obywatela z 1789 roku, oraz zasady prawne i cele działalności państwa. Nad konstytucyjnością aktów prawnych czuwa powołana w 1958 roku Rada Konstytucyjna (fr. Conseil Constitutionnel).
Prawo cywilne opiera się na znacznie zmienionym Kodeksie cywilnym z 1804 roku (fr. Code Civil). Francuski kodeks karny (fr. Code Pénal) pochodzi natomiast z roku 1994.

## Sądownictwo

### Sądy powszechne
Sądy powszechne zajmują się rozstrzyganiem spraw cywilnych oraz karnych. System sądowniczy składa się z sądów trzech instancji – rejonowych, apelacyjnych oraz Sądu Kasacyjnego (fr. Cour de cassation).
Sędziowie są urzędnikami państwowymi, jednak posiadają szereg praw, które chronią ich niezależność. Sędziów nie można przenosić ani awansować bez ich zgody. Na straży niezależności sędziów i prokuratury stoi Najwyższa rada korpusu urzędników sądowych (fr. Conseil supérieur de la magistrature). Członkami rady są prezydent, minister sprawiedliwości, przewodniczący sądów administracyjnych i kasacyjnych oraz sędziowie i prokuratorzy reprezentujący samorząd zawodowy. Rada decyduje o nominacjach sędziowskich i prokuratorskich, ma prawo do prowadzenia postępowań dyscyplinarnych przeciwko sędziom.
Ławnicy biorą udział tylko w sprawach dotyczących najcięższych zbrodni. Zgodnie ze standardem współczesnych państw demokratycznych, we Francji oskarżony jest niewinny, dopóki ponad wszelką wątpliwość nie udowodni mu się winy.

### Sądownictwo administracyjne
Sądy administracyjne zajmują się rozstrzyganiem spraw spornych pomiędzy obywatelami a instytucjami państwa oraz między różnymi urzędami. Każda decyzja urzędnika może zostać zaskarżona. Sądownictwo administracyjne podobnie jak powszechne zapewnia możliwość apelacji. Wyroki rejonowych trybunałów administracyjnych, mogą podlegać apelacji do administracyjnych sądów apelacyjnych, a najwyższą instancją, do której można się odwołać, jest Rada Stanu (fr. Conseil d'État), a dokładnie jej wydział zajmujący się pozwami.
Rada Stanu jest organem rządowym, pełniącym dwie funkcje: doradczą (doradza rządowi w sprawie projektów ustaw i ordonansów) oraz sądowniczą (jest najwyższą instancją sądownictwa administracyjnego). Formalnie na czele Rady Stanu stoi premier, lecz faktyczne kierownictwo sprawowane jest przez wiceprezesa, nominowanego dekretem Rady Ministrów. Bliskie powiązanie Rady Stanu z administracją rządową bywa przedmiotem kontrowersji co do jej niezależności przy rozpatrywaniu skarg na działania organów administracji publicznej. Zgodnie z francuską doktryną prawa administracyjnego, sędzia administracyjny sam jest administratorem.
Rada Stanu rozpatruje również skargi dotyczące decyzji rządu. Jeżeli rozporządzenia wykonawcze lub inne decyzje władzy wykonawczej są sprzeczne z ustawami lub ogólnymi zasadami państwa prawa, mogą zostać unieważnione na mocy wyroku tego ciała.

### Rada Konstytucyjna
Rada Konstytucyjna (fr. Conseil Constitutionnel) jest sądem konstytucyjnym badającym akty prawne pod kątem ich zgodności z konstytucją oraz traktatami międzynarodowymi. Wniosek o wszczęcie postępowania przed Radą Konstytucyjną mogą składać prezydent, przewodniczący Senatu (fr. président du Sénat), przewodniczący Zgromadzenia Narodowego (fr. président de l'Assemblée nationale), premier, 60 senatorów lub 60 posłów. Jednocześnie za niekonstytucyjne trybunał może uznać przepisy sprzeczne z Deklaracją Praw Człowieka i Obywatela (fr. Déclaration des Droits de l'Homme et du Citoyen) oraz Europejską Konwencją Praw Człowieka.
Rada Konstytucyjna składa się z 9 członków, z czego 3 jest mianowanych przez prezydenta, 3 przez przewodniczącego Senatu i 3 przez przewodniczącego Zgromadzenia Narodowego. Ponadto do zasiadania w radzie mają prawo byli prezydenci Francji. Charakterystyczne jest to, że członkowie rady nie muszą mieć wykształcenia prawniczego, jednak utrwalił się zwyczaj konstytucyjny, aby takie wykształcenie posiadali.

### Sądy rozrachunkowe
Sądownictwo rozrachunkowe zajmuje się audytem finansów państwa oraz innych instytucji publicznych. Jego struktura opiera się na lokalnych sądach rozrachunkowych, a instytucją odwoławczą jest tutaj Naczelny Sąd Rozrachunkowy (fr. Cour des Comptes). Ciało to publikuje coroczny raport, który czasami staje się wstępnym materiałem dla działań prokuratury.

### Strony w języku francuskim
- Internetowa baza prawna

### Strony w języku polskim
- Prawo konstytucyjne Francji: konstytucje, bibliografia, linki. staff.amu.edu.pl. [zarchiwizowane z tego adresu (2012-01-23)].

### Akty prawne (fr.)
- Kodeks Cywilny
- Kodeks Postępowania Cywilnego
- Kodeks Karny
- Kodeks Postępowania Karnego
- Kodeks Administracyjny

### Strony instytucji (fr.)
- Strona Naczelnego Sądu Kasacyjnego
- Strona Rady Stanu
- Strona Rady Konstytucyjnej
- Strona Naczelnego Sądu Rozrachunkowego
- Strona Naczelnej Rady Niezawisłości Sądownictwa